# Alexandra Holtsch

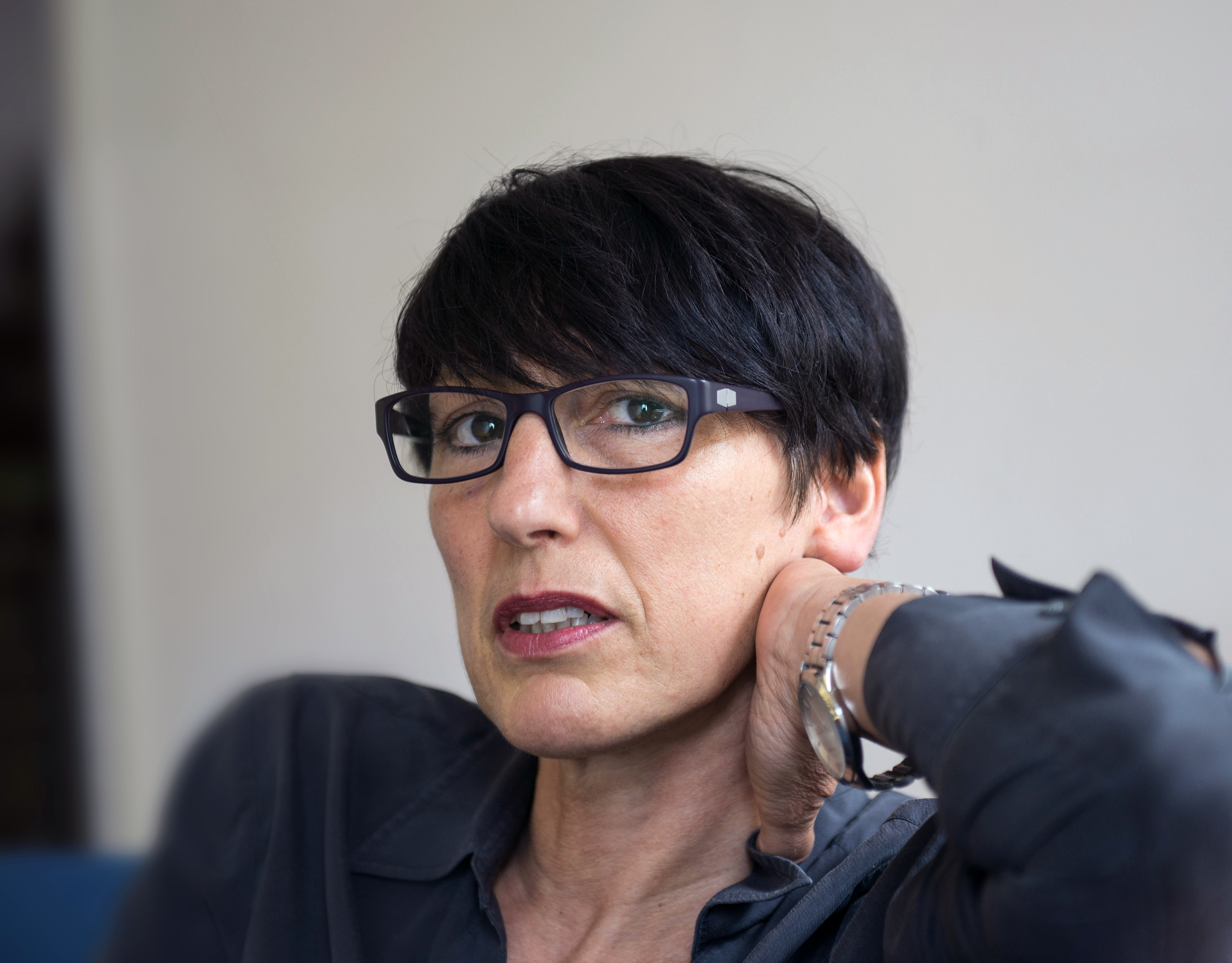

Alexandra Holtsch (* 13. April 1960 in Wiesbaden) ist eine deutsche Komponistin, DJ und Regisseurin. Seit 1986 lebt und arbeitet sie in Berlin.

## Wirken
Im Leitungsteam der freien Gruppe „Theater Artaud“ entwickelte sie Theaterprojekte und Performances.
Seit 1992 komponiert sie Theatermusiken und spielte zum Teil live an den Theatern Weimar, Konstanz, Freiburg, Basel, Linz, Saarbrücken, Zürich und Berlin. Unter dem Namen „DJ Spin-O“ wurde sie 1994 Resident-DJ in dem Drum-’n’-Bass-Club WTF Berlin und spielte in verschiedenen namhaften europäischen Clubs. Ihr ausgeprägter Stil, zeitgenössische elektronische Musik mit Werken aus allen Epochen zu mixen, brachte sie unter anderem ins Radio FM4 (Wien) und ins Radio FG (Paris).
Mit dem Münchener Akademietheater und der Hochschule für Musik und Theater München erarbeitete sie 2006 das musikalische Konzept und die Musik für die Scratchopera „Barcode“ zur 10. Münchener Biennale – Internationales Festival für Neues Musiktheater.
2010 entstand eine Bearbeitung mit neuen Kompositionen der Beggar’s Opera zur Eröffnung der Jungen Oper am Niedersächsischen Staatstheater Hannover.
2013 wurde die Auftragskomposition „Der Ring: Next Generation“ nach Richard Wagner für Elektronische Musik und Orchester an der Deutschen Oper Berlin aufgeführt.
In den letzten Jahren konzentrierte sich Alexandra Holtsch auf Produktionen, in denen sie Komposition und Regie übernahm.
Sie inszenierte unter anderem „Mustafa Woyzeck – Ein interkulturelles Theaterprojekt“ nach Georg Büchner in einer Fortführung von Tim Staffel 2007 in Berlin; 2009 „Was glaubst du?“, eine Stückentwicklung mit Jugendlichen und Schauspielern am MoKS/Theater Bremen.
Ihre Fassungen von „Zarathustra“ nach Friedrich Nietzsche, Knut Hamsuns „Hunger“ und „Fatzers große Untergangsshow“ nach Bertolt Brecht inszenierte sie für die Sparte4 (Saarländisches Staatstheater).
Sie führte bei dem Projekt „Give – A – Way“ in der Tischlerei der Deutschen Oper Berlin Regie und übernahm die musikalische Leitung.
Das Stück über Schenken und Teilen wurde über mehrere Monate mit den Schülern und Lehrern der Hector-Peterson-Schule, den Schlagzeugern und einer Sängerin der DOB und Musikern und Schauspielern aus Berlin entwickelt.
In der Spielzeit 2016/17 übernahm sie die künstlerische Leitung der Reihe „Aus dem Hinterhalt“ in der Tischlerei der Deutschen Oper Berlin.